# Список умерших в 550 году

## Январь
- 8 января — Северин из Септемпеды, святой епископ Септемпеды.

## Март
- 1 марта — Святой Альбин, католический святой, французский монах, аббат и епископ.

## Дата смерти неизвестна или требует уточнения
- Айлиль Инбанда, король Коннахта (543/547—550).
- Ариабхата, индийский астроном и математик.
- Буддапалита, индийский философ, буддийский монах, последователь Нагарджуны и комментатор Нагарджуны и Арьядэвы.
- Вишнугупта, последний царь Индии, государство которого было уничтожено эфталитами.
- Гвенаэль, игумен из Ландевенека.
- Герман, византийский полководец.
- Киндруин Синий, король Догвейлинга.
- Козьма Индикоплов, византийский купец, написавший между 535 и 547 гг. богословско-космографический трактат «Христианская топография», отвергавший систему Птолемея и отрицающий шарообразность Земли.
- Мауган ап Пасген, король Поуиса.
- Рудраварман I, последний царь Бапнома.
- Трессан, священник из Марей-сюр-Аиа.
- Трефина, полулегендарная святая, жизнеописание которой, по преданию, стало основой сказки о Синей Бороде.
- Триверий, отшельник, святой Католической церкви.